# Олевськ (станція)
Олевськ — проміжна залізнична станція 4-го класу Коростенської дирекції залізничних перевезень Південно-Західної залізниці на неелектрифікованій лінії Коростень — Сарни між станціями Пояски (12 км) та станцією Остки (20 км). Розташована в однойменному місті Коростенського району Житомирської області.
Станція є передатною між Південно-Західною та Львівською залізницями. Наступний пасажирський зупинний пункт Сновидовичі, у напрямку станції Сарни, підпорядкований Львівській залізниці.

## Історія
Наприкінці XIX століття, під час  процесу одержавлення Ковельської залізниці, граф Сергій Вітте з успіхом проводить цю операцію — 1 січня 1895 року магістраль стала власністю держави. Південно-Західні залізниці розробляють новий проєкт залізниці Київ — Сарни — Ковель через Волинське Полісся. 9 квітня 1899 року влада російської імперії ухвалила рішення про будівництво і фінансування проєкту залізниці. У листопаді 1899 року від Києва, Ковеля, Сарн, міжріччі Горині проведена вирубка лісу та розпочато її будівництво. Хоча на шпали використовувався місцевий ліс, вартість залізниці була досить собівартостною — 62 975 крб. за версту. Для порівняння 1 км дільниці Ківерці — Луцьк коштував лище 13 тис. крб.
Станція відкрита у 10 березня 1902 року, незважаючи на труднощі будівництва, одночасно з відкриттям руху поїздів з Ковеля до Києва. Збереглася стара будівля вокзалу.
Впродовж 1921—1939 років станція була прикордонною між УРСР та Польщі.

23 вересня 1939 відновлено сполучення зі ст. Рокитне.

## Пасажирське сполучення
На станції зупиняється нічний швидкий поїзд № 113/114 сполученням Харків — Львів.  Поїзди приміського сполучення прямують до кінцевих станцій Коростеня та Сарни. З 14 травня 2025 року приміський потяг Коростень-Сарни скорочено до Олевська. 